# Plusiodonta cobaltina
Plusiodonta cobaltina là một loài bướm đêm trong họ Noctuidae.